# Golf de Roses
Koordinaten: 42° 11′ 0″ N, 3° 11′ 0″ O

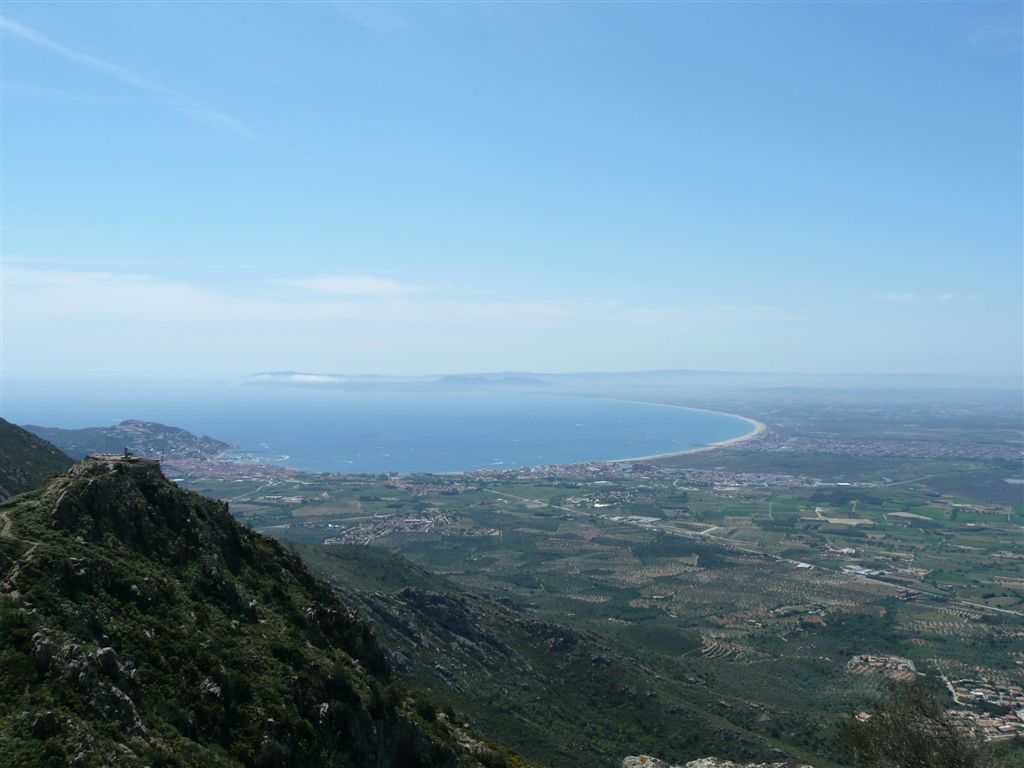
Golf von Rosas

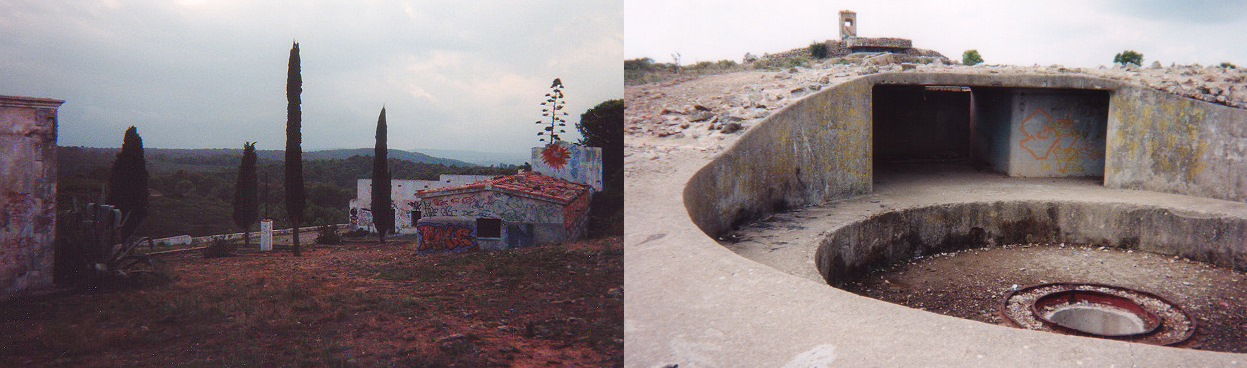
Reste der ehemaligen Küstenverteidigungsanlage an der Punta Milà an der Steilküste südlich von L’Escala, rechts: Drehkranz des früheren Geschützturmes

Der Golf de Roses (katalanisch; spanisch Golfo de Rosas; ‚Golf von Rosas‘) liegt südlich des Cap de Creus und bildet den Hauptteil der Küste der Comarca Alt Empordà (spanisch: Alto Ampurdán) in Katalonien, Spanien. Hier befindet sich auch die Stadt Roses, die dem Golf seinen Namen gab. Eine weitere bedeutende Stadt am Golf von Roses ist L’Escala, welche sich auf der gegenüberliegenden Seite von Roses am südlichen Rand des Golfes befindet. 
Der Golf von Roses beginnt im Nordosten an der Punta Falconera, am östlichsten Ende des Cap de Creus, zieht sich über die Bucht von Roses, vorbei an Empuriabrava – wo der Fluss Muga ins Mittelmeer mündet –, dem Strand Can Comes, als Teil des Naturparkes Aiguamolls de l’Empordà, dem Strand von Sant Pere Pescador – wo der Fluss Fluvià mündet –, bis hin zur Bucht von Riells (Cala de Riells) und der Punta Trencabraços, die den südlichen Abschluss seiner Küstenlinie darstellt.
Nach dem spanischen Bürgerkrieg ließ General Franco oberhalb der Felsküste verbunkerte Geschützbatterien errichten, um einer möglichen Invasion der Alliierten an den weitläufigen Sandstränden in der Bucht von Roses militärisch begegnen zu können.